# 厉鼎毅
厲鼎毅（1931年7月7日—2012年12月27日），男，祖籍江苏仪征，生于江苏南京，美籍华人物理学家，擁有中華民國與美國雙國籍、美国国家工程学院院士、台灣中央研究院院士和中国工程院外籍院士，被誉为“光纤通信波分复用之父”。毕业于南非金山大学和西北大学。

## 生平
1931年，厲鼎毅出生在中華民國南京市。12岁时，厉鼎毅父亲厉斯昭出任中華民國驻加拿大温哥华总领事，厉鼎毅跟着父亲离开中国去了加拿大，并且在加拿大读高中；后来，父亲出任中華民國驻南非约翰内斯堡总领事，他又跟着父亲去了南非，在南非金山大学获得电气工程学士学位。大學畢業後，厉鼎毅至美國求學，1955年及1958年在西北大学获得碩士及博士学位。其父則調任中華民國駐哥倫比亞大使。
1957年，厉鼎毅至美國AT&T公司的贝尔实验室工作，在此工作了41年，直到1998年退休。工作期间，他写了许多关于“天线、微波传播、激光和光学通信”的论文、书籍等。
1961年，厉鼎毅和同事A·加德纳·福克斯一起开发了“计算机模拟程序”，从而给激光奠定了基础，后来广泛应用于医疗和航空领域。1960年代后期，厉鼎毅开始研究“光波”，后来被应用于电信行业。1992年，他和他的团队成功实验了光波技术。
2012年12月27日，厉鼎毅在美国犹他州雪鸟滑雪度假村因为心脏病逝世。

## 家庭
父亲厲斯昭是中華民國外交官，母亲谢纬鹏是女权运动人士，曾在宋美龄手下工作 (中央委員會婦女工作指導委員會副主任)。厲鼎毅為家中長子，弟弟厲鼎凱为美国生理学家。
妻子吴修惠，毕业于西北大学，两人在大学相识后结婚，育有女儿厉琼、厉玳。岳父吳國楨，曾出任上海市市长与台湾省主席。

## 奖项和荣誉
- 1980年，美国国家工程学院院士
- 1981年，西北大学校友绩效奖
- 1983年，美籍华人专业学会成就奖
- 1994年，台灣中央研究院院士
- 1995年，约翰·丁达尔奖
- 1996年，中国工程院外籍院士
- 2004年，电气电子工程师学会光子学奖
- 2009年，电气电子工程师学会爱迪生奖章